# 마틴 M-130

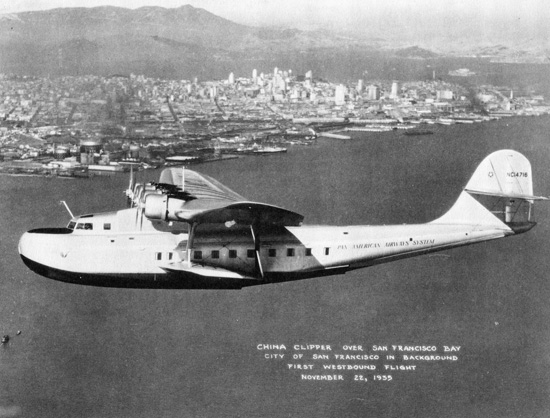

마틴 M-130(Martin M-130)은 팬아메리칸 항공을 위해 메릴랜드주 볼티모어에 위치한 글렌 L. 마틴 컴퍼니에 의해 1935년 설계되고 제조된 상용 비행정이다. 3개 모델이 제조되었다: 차이나 클리퍼, 필리핀 클리퍼, 하와이 클리퍼. 이 세 모델 모두 1945년 출동되었다. 비슷한 비행정 마틴 156 러시안 클리퍼(Russian Clipper)는 소련을 위해 제조되었으며 더 큰 날개와 쌍둥이 수직 꼬리 날개를 갖추었다.
마틴은 이들의 이름을 마틴 오션 트랜스포츠(Martin Ocean Transports)로 명명했으나 대중에게는 차이나 클리퍼(China Clippers)로 알려졌고 이 이름은 팬아메리카의 대형 비행정의 일반 명사가 되었다: 마틴 M-130, 시크로스키 S-42, 보잉 314.